# ФК Мец
ФК Мец (фр. FC Metz) је француски фудбалски клуб из Меца који се тренутно такмичи у Првој лиги Француске. Основан је 1932. године. Најбољи пласман у Првој лиги клуб је имао у сезони 1997/98. када је заузето друго место. Клуб је по два пута освајао француски Куп и Лига куп.

## Успеси

### Национални
- Прва лига Француске

- Другопласирани (1):1997/98.

- Друга лига Француске

- Првак (3):1934/35, 2006/07, 2013/14.

- Куп Француске

- Освајач (2): : 1983/84, 1987/88.
- Финалиста (1): : 1937/38.

- Лига куп Француске

- Освајач (2): : 1985/86, 1995/96.
- Финалиста (1): : 1998/99.

## Познати бивши играчи
| - Емануел Адебајор - Бернар Лама - Силван Вилтор - Ненад Јестровић - Небојша Вучићевић | - Миралем Пјанић - Луј Саха - Еиџи Кавашима - Робер Пирес - Франк Рибери |